# Rallye Madeira 2010
Rallye Madeira 2010 byla osmým podnikem Intercontinental Rally Challenge 2010. Zvítězil zde Freddy Loix s vozem Škoda Fabia S2000. Soutěž měla 21 rychlostních zkoušek o délce 298,3 km a měla asfaltový charakter.

## Průběh soutěže
Na shakedownu vyhrál Bruno Magalhães s vozem Peugeot 207 S2000. Divácký test pak vyhrál Kris Meeke s dalším Peugeotem před Magalhaesem a třetí byl Jan Kopecký s Fabií. První test vyhrál Loix a druhý Rosseti. Magalhaes měl v prvním testu defekt a ve druhém kvůli poruše brzd havaroval a zdemoloval svůj vůz. Při druhém průjezdu stejnými zkouškami bojovali Loix a Rosseti o vítězství. Rosseti se dostal do vedení před Loixe a Meeka, za nimi byli průběžně Kopecký a Juho Hänninen. Odstoupil Sousa kvůli požáru vozu. Loix vyhrál následující 3 testy a posunul se do čela. Kopecký stahoval náskok Meeka. Naopak Hänninen po jezdecké chybě opustil trať a nabral ztrátu. Ve dvanáctém testu se Rosseti snažil vrátit do vedení a havaroval. Loix je tak první před Meekem a Kopeckým.
První dva testy druhé etapy vyhrává Loix před Kopeckým, díky čemuž se Kopecký posouvá na druhé místo. Na dalším testu sice Meeke zvítězil a vrátil se na druhou pozici, ale kvůli úniku oleje musel odstoupit. Hänninen na vyteklém oleji dostal smyk a měl defekt, takže se před něj posunul Portugalec Nunes. V dalších testech se ale Hänninen posunul před Nunese na třetí pozici. První byl Loix a druhý Kopecký.

## Výsledky
1. Freddy Loix, Frederic Miclotte - Škoda Fabia S2000
2. Jan Kopecký, Petr Starý - Škoda Fabia S2000
3. Juho Hänninen, Mikko Markkula - Škoda Fabia S2000
4. Miguel Nunes, Victor Calado - Pegeot 207 S2000
5. Vitor Sa, Rodrigues Nuno - Pegeot 207 S2000
6. Filipe Freitas, Daniel Figueiroa - Mitsubishi Lancer EVO X
7. João Magalhães, Jorge Pereira - Mitsubishi Lancer EVO X
8. João Silva, Jose Janela - Renault Clio R3
9. Pedro Peres, Tiago Ferreira - Mitsubishi Lancer EVO IX
10. Ricardo Moura, Antonio Costa - Mitsubishi Lancer EVO IX